# Kick Off
Kick Off – komputerowa gra sportowa o tematyce piłki nożnej, wyprodukowana przez Dino Dini i wydana przez Anco Software w 1989 roku. Pierwotnie powstała na Atari ST, a następnie wydano wersję dla Amigi.